# Plus noir que noir
Plus noir que noir (titre original : You Like It Darker) est un recueil de nouvelles d'horreur écrites par Stephen King, publié aux États-Unis le 21 mai 2024 puis le 26 février 2025 en France.
L'édition de poche américaine à paraître le 2 septembre 2025 contiendra une nouvelle supplémentaire intitulée The Music Room.

## Contenu
- Deux crapules pleines de talent, 2025 ((en) Two Talented Bastids, 2024)
- La Cinquième Étape, 2025 ((en) The Fifth Step, 2020)
- Willie le Tordu, 2025 ((en) Willie the Weirdo, 2022)
- Le Mauvais Rêve de Danny Coughlin, 2025 ((en) Danny Coughlin's Bad Dream, 2024)
- Finn, 2025 ((en) Finn, 2022)
- Slide Inn Road, 2025 ((en) On Slide Inn Road, 2020)
- Écran rouge, 2025 ((en) Red Screen, 2021)
- Le Spécialiste des turbulences, 2025 ((en) The Turbulence Expert, 2018)
- Laurie, 2025 ((en) Laurie, 2018)
- Serpents à sonnette, 2025 ((en) Rattlesnakes, 2024)
- Les Rêveurs, 2025 ((en) The Dreamers, 2024)
- L'Homme aux Réponses, 2025 ((en) The Answer Man, 2024)

## Résumés

### Deux crapules pleines de talent
En 1978, dans le village américain de Harlow, dans le Maine, deux quadragénaires amis d'enfance, Lare Carmody et Butch LaVerdiere, font une rencontre en pleine forêt, lors d'une partie de chasse, qui va complètement changer la deuxième partie de leurs vies.

### La Cinquième Étape
Harold Jamieson rythme ses journées de retraite par une visite à Central Park pour y faire une heure de lecture du New York Times. Un jour, un jeune homme vient s'asseoir sur son banc et lui demande d'écouter son repenti d'alcoolique en rémission.

### Willie le Tordu
Willie est un jeune garçon de dix ans, vivant avec sa sœur ainée de douze ans, ses parents et son grand-père paternel. Son asociabilité et sa passion pour les insectes morts le rendent pour le moins bizarre pour toutes les personnes le côtoyant, à l'exception de son grand-père. Ce dernier ne refuse jamais de partager avec son petits-fils des histoires anciennes, voire très anciennes, qu'il prétend avoir vécues. Jusqu'à ce que la mort frappe à sa porte…

### Le Mauvais Rêve de Danny Coughlin
Danny Coughlin se réveille en hurlant après avoir vu en rêve le corps d'une jeune femme enterré à côté d'une station-service abandonnée. Après être parvenu grâce à Internet à trouver sa localisation, il se rend sur place et découvre le corps. Il prévient anonymement la police mais devient alors le principal suspect.

### Finn
Depuis tout petit, Finn Murrie n'a jamais eu de chance dans sa vie. Et à l'âge de dix-neuf ans, alors qu'il court dans la rue, il heurte un jeune homme qui court également. Reprenant sa course, il est peu après kidnappé par erreur et ses plus grands malheurs commencent alors.

### Slide Inn Road
La famille Brown se rend en voiture à Derry, dans le Maine, pour assister aux derniers instants de vie de la sœur de Donald Brown, le grand-père, qui est atteinte d'un cancer. Ce dernier leur fait prendre un raccourci mais au bout d'un certain temps, un ravinement bloque la route et les oblige à faire demi-tour à l'emplacement d'une ancienne auberge presque totalement détruite par le feu. Mais durant la marche arrière, Franck, le fils de Donald, fait basculer la voiture dans un fossé. La providence les fait rencontrer deux hommes près des ruines de l'auberge, ces derniers les aidant à remettre la voiture sur la route. Mais l'un des deux hommes sort un révolver et les oblige à lui donner toutes leurs possessions. Donald, un vétéran du Viêt Nam, parvient à renverser la situation.

### Écran rouge
Frank Wilson est un détective du New York City Police Department. Il est chargé d'interroger Leonard Crocker, un plombier qui a avoué avoir poignardé à mort sa femme Arlene. Il lui affirme ne pas avoir tué sa femme, mais plutôt un extraterrestre qui avait volé le corps d'Arlene un an auparavant, la tuant au passage. Avant que Frank Wilson ne conclue l'interrogatoire, Leonard Crocker fait une allusion indirecte à la vision d'un « écran rouge ». Une fois rentré chez lui, peu avant de s'endormir aux côtés de sa femme Sandi, Frank Wilson voie l'écran de son téléphone portable clignoter momentanément en rouge.

### Le Spécialiste des turbulences
Craig Dixon est un « spécialiste des turbulences » : il est envoyé par son facilitateur sur différents vols devant affronter des turbulences atmosphériques. Dans ces moments-là, il ressent une terreur qui déclenche des capacités télépathiques empêchant l'avion de s'écraser. Durant un vol reliant Boston, au Massachusetts, à Sarasota, en Floride, il se retrouve assis à côté de Mary Worth qui va ressentir durant le vol une terreur comparable à celle qui habite Craig Dixon chaque fois que se produisent des turbulences. Ce dernier y voit alors l'occasion de recruter un nouvel agent.

### Laurie
Lloyd Sunderland est un jeune retraité de soixante-cinq ans vivant sur l'île de Rattlesnake Key, en Floride. Depuis le décès de son épouse six mois plus tôt, il se laisse dépérir, rongé par la dépression. Sa sœur aînée Beth lui rend alors visite et lui apporte lui un chiot border collie croisé avec un mudi, avec l'espoir de lui  redonner goût à la vie. Récalcitrant au début, il accepte finalement de s'occuper du chiot à titre expérimental, lui donnant le nom « Laurie ». Le fait de prendre soin de Laurie amène Lloyd à se prendre d'amitié pour le chiot et un mois plus tard, Lloyd annonce à sa sœur qu'il va garder Laurie.

### Serpents à sonnette
Vic Trenton a perdu quarante ans plus tôt son fils de quatre ans mort de déshydratation alors qu'il était coincé avec sa mère dans une voiture en panne à Castle Rock dans le Maine, sous la menace d'un saint-bernard enragé de cent kilos appelé Cujo. Désormais à la retraite, il vient passer quelques jours dans la maison de son ami Greg Ackerman sur l'île de Rattlesnake Key, le long de la côte du Golfe de Floride. Il y fait la rencontre d'Alita Bell, une vieille femme qui promène régulièrement une double-poussette vide, prétendant que ses deux jumeaux de quatre ans s'y trouvent encore, alors qu'ils sont décédés au début des années 1980 après avoir erré hors de son jardin et avoir été mordus par des serpents à sonnettes, leur père mourant d'une crise cardiaque après avoir retrouvé leurs corps. Vic commence peu à peu à entendre dans sa tête les pensées des deux enfants défunts…

### Les Rêveurs
William Davies est un vétéran du Viêt Nam parlant parfaitement le vietnamien. Ayant appris plus jeune la sténographie en aidant sa sœur à faire de même, il enchaîne depuis son retour de la guerre les missions d'intérim comme sténographe. Il répond à une annonce d'un scientifique cherchant un assistant ayant cette capacité afin de retranscrire des expériences centrées sur l'étude du sommeil. Assez vite recruté pour ce poste prévoyant un logement, il emménage à Castle Rock dans une dépendance de la demeure du scientifique. Bientôt, les expériences pour explorer au-delà du mur du sommeil commencent.

### L'Homme aux Réponses
Phil Parker, un jeune homme tout fraîchement diplômé de la faculté de droit de Harvard, se pose des questions sur son avenir professionnel : son père est associé avec son futur beau-père dans un très gros cabinet d'avocat de Boston, au Massachusetts, où une place de choix l'attend. Mais cette vie toute tracée l'effraie, ainsi que cette grosse ville alors qu'il se verrait plutôt travailler dans la petite bourgade de Curry, dans le New Hampshire, où il a passé toutes ses vacances en compagnie de Sally, sa future femme. Incapable de faire un choix, il se rend chez ses parents dans l'espoir d'arriver à y voir plus clair. Il rencontre alors sur le bord d'une petite route un homme qui se présente comme « l'Homme aux Réponses » et qui prétend donner contre rétribution et durant une période de cinq minutes les réponses à toute question qui lui serait posé. Même si Phil ne croit pas un traitre mot prononcés par ce bonimenteur, il choisit de payer, se disant que ça pourrait néanmoins l'aider à résoudre son dilemme.

## Accueil et distinction

### Ventes
Le recueil est entré directement à la première place de la New York Times Best Seller list le 9 juin 2024. Il est resté treize semaines dans ce classement, dont une passée à la première place.